# Eugenio Mastrandrea
Eugenio Mastrandrea (9 de diciembre de 1993).
Es un actor italiano conocido por su papel de Lino en la serie de Netflix de 2022 From Scratch.

## Primeros años
Mastrandrea nació en Roma, Italia. Se graduó en la aclamada Academia Nacional de Arte Dramático Silvio D'Amico.

## Carrera
En 2012, apareció en la película A.C.A.B. de 2012 como Giancarlo y en la serie de televisión italiana de 2021 La Fuggitiva como Marcello Favini.
En 2022, Mastrandrea hizo su debut estadounidense en la serie de Netflix From Scratch, interpretando el papel principal de Lino Ortolano junto a Zoe Saldaña. Apareció en la película The Equalizer 3 con Denzel Washington, que se filmó en Italia en 2022.